# (13897) Vésuve
(13897) Vésuve, désignation internationale (13897) Vesuvius, est un astéroïde de la ceinture principale.

## Description
(13897) Vésuve est un astéroïde de la ceinture principale. Il fut découvert par Cornelis Johannes van Houten, Ingrid van Houten-Groeneveld et Tom Gehrels le 29 septembre 1973 à l'observatoire Palomar. Il présente une orbite caractérisée par un demi-grand axe de 3,963 UA, une excentricité de 0,15 et une inclinaison de 9,3° par rapport à l'écliptique.
Il fut nommé en hommage au Vésuve, volcan napolitain célèbre dont l'éruption détruisit les villes de Pompéi et Herculanum en 79 avant Jésus-Christ. De larges éruptions eurent également lieu en 1631 et 1944.

## Compléments